# Centrale d'allarme interbancaria
La centrale d'allarme interbancaria (CAI) è un archivio informatizzato degli assegni bancari e postali e delle carte di pagamento istituito presso la Banca d'Italia, ai sensi del d.lgs. 30 dicembre 1999, n. 507, che ha modificato la legge 15 dicembre 1990, n. 386 (Nuova disciplina sanzionatoria degli assegni bancari)

## Caratteristiche
Obiettivo della centrale è quello di scoraggiare l'emissione di assegni senza provvista di fondi. Presso questo archivio informatico a livello nazionale e sotto il controllo di Banca d'Italia, vengono segnalati i mancati pagamenti di assegni bancari tratti senza provvista (anche se non protestati - purché negoziati nei termini) e per i quali nei 60 giorni successivi alla negoziazione in stanza di compensazione, non si sia dato prova del tardivo pagamento al creditore, e sono pertanto iscritti i nominativi di coloro che hanno emesso assegni senza autorizzazione (art. 1, legge n. 386/1990) ovvero assegni senza provvista (art. 2, legge n. 386/1990).

## Protesto
I sistemi informatici delle banche, allineate alle direttive di Banca d'Italia, implementano comunque una procedura tale per cui in mancanza di fondi, l'assegno non protestabile per una qualsiasi ragione, necessita, per evitare l'iscrizione in CAI, che sia stato onorato e che ne venga data prova inconfutabile. Il mancato protesto del titolo, infatti, non sana l'illegalità dell'emissione del titolo.

## Termini per evitare l'iscrizione alla CAI
Onorare l'assegno per evitare l'iscrizione, significa attestarne il pagamento attraverso dichiarazione del creditore autenticata (comune o notaio) con marca da bollo di euro 14,62 oppure attraverso la costituzione di deposito vincolato a favore del creditore presso lo sportello del traente.
In mancanza, al 60º giorno dalla negoziazione in "stanza di compensazione" dell'assegno, il traente viene iscritto in CAI con divieto di emettere assegni su tutti gli Istituti di credito e Uffici Postali Italiani. L'arrivo di assegni successivi all'iscrizione in CAI produce (anche in presenza di fondi) la levata del protesto.

## Pagamento dell'assegno
Onorare il titolo, inoltre, significa ai sensi della legge 386/90 (in particolare art.8) pagare l'importo facciale e a titolo di penale il 10% secco dell'importo del titolo e gli interessi legali maturati e calcolati dal giorno di negoziazione in stanza di compensazione sino al giorno di effettivo soddisfo (max 60gg).